# Neeltje Jans
Neeltje Jans est une île artificielle et de construction des Pays-Bas, dans la province de Zélande, située entre les anciennes îles de Beveland-Nord et Schouwen, sur l'Escaut oriental.  Sa superficie est d'environ 285 ha. L'île appartient à la commune de Veere.
Elle a été baptisée en référence d'un banc de sable situé à proximité[Lequel ?] et qui doit son nom à la déesse Nehalennia. 

## Histoire

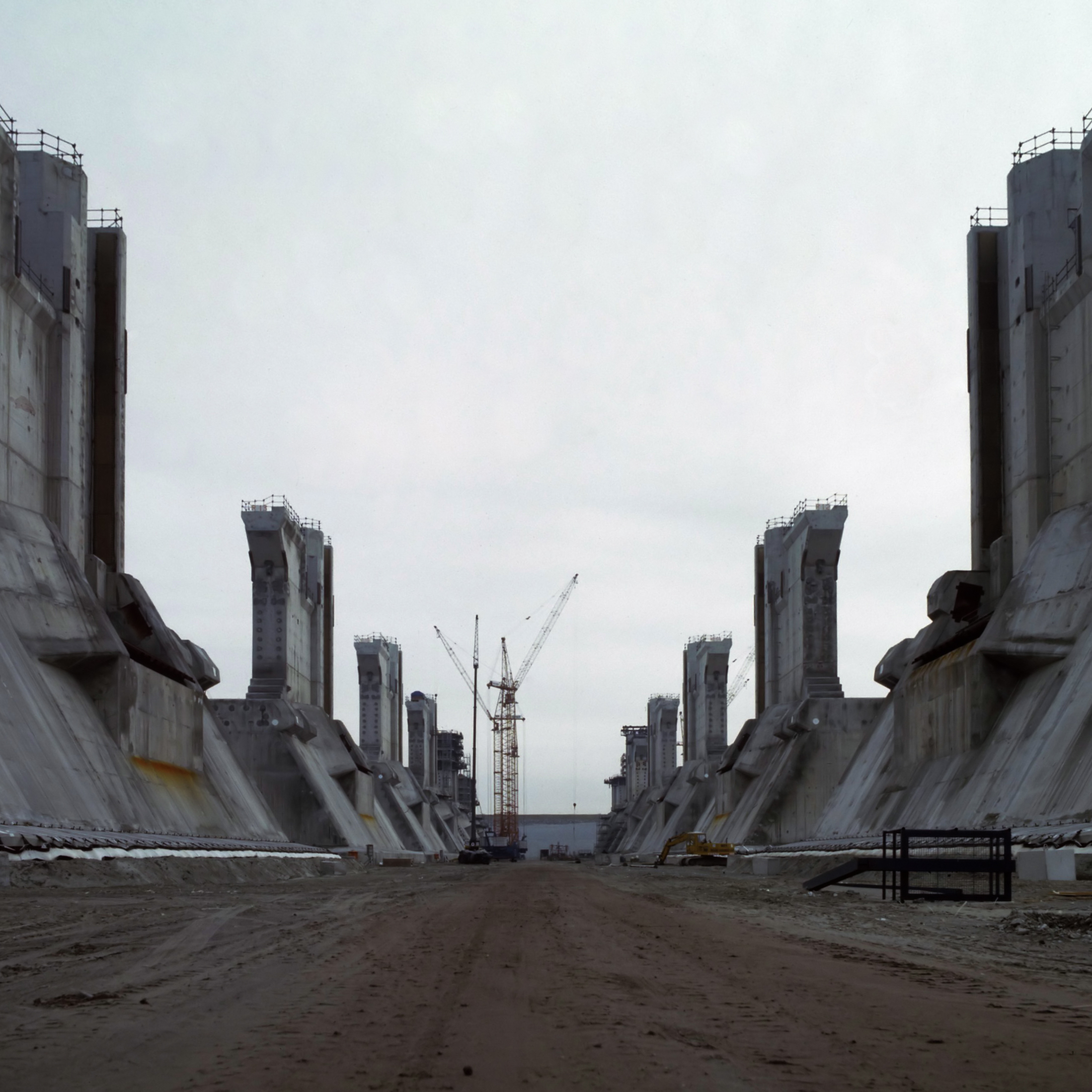
Les piliers sur l'île de Neeltje Jans en 1982, en attendant d'être déplacés

Elle fut créée lors de la construction de l'Oosterscheldekering, entre 1969 et 1986. Elle accueille maintenant un centre d'information sur les travaux du plan Delta. 65 pylônes en béton furent nécessaires au barrage, 66 ont été construits au cas où l'un d'entre eux serait défectueux ce qui ne fut pas le cas. Celui qui a été construit en excédent sert maintenant à la varappe.
Elle est devenue un monument naturel et fait partie du parc national Oosterschelde.

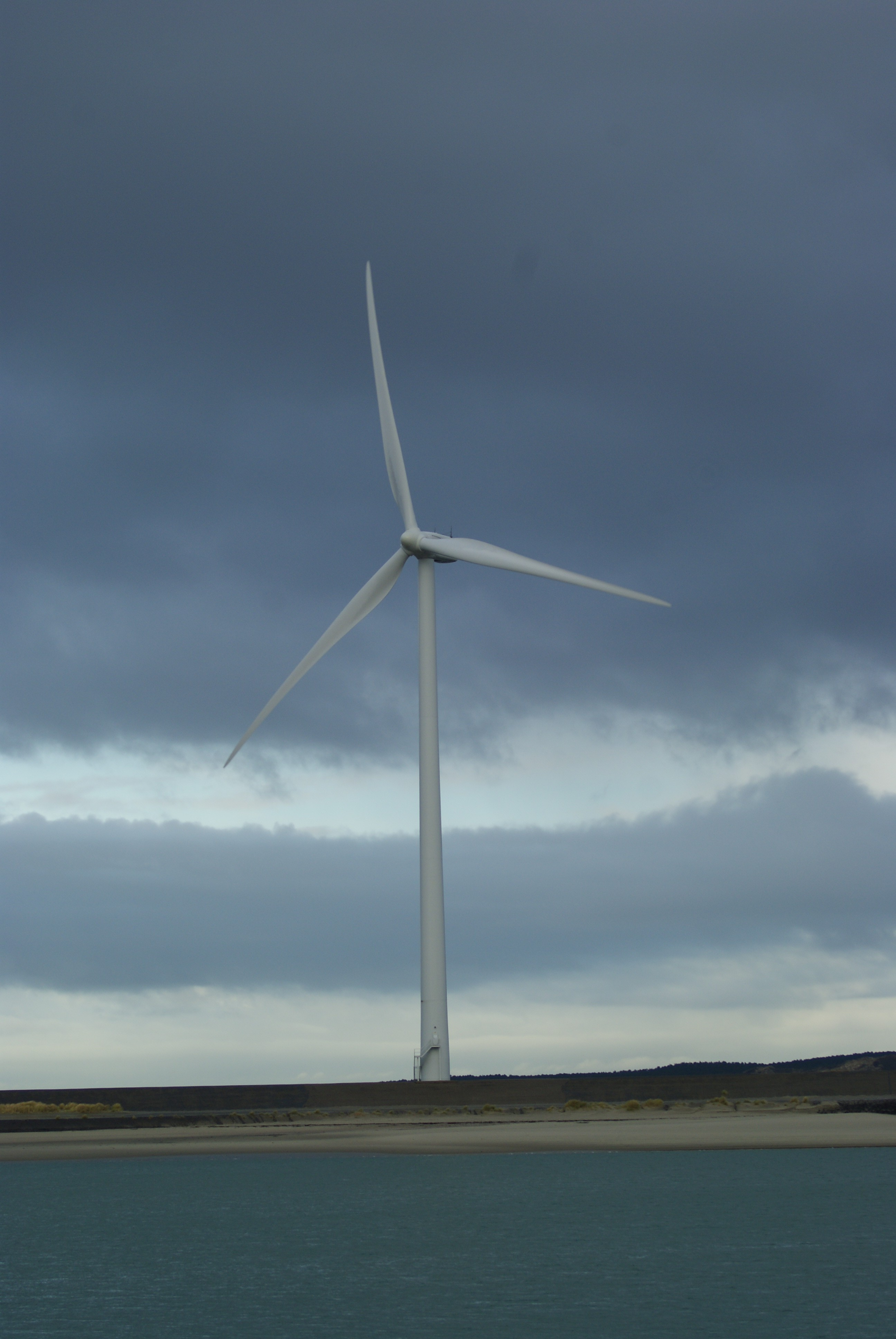
Neeltje Jans

## Population et société

### Sports
L’île est le site d'arrivée de la deuxième étape du Tour de France cycliste 2015, en provenance de la ville d'Utrecht.